# 9-й танковий корпус (СРСР)
9-й танковий Бобруйсько-Берлінський Червонопрапорний ордена Суворова корпус — танковий корпус, радянське військове з'єднання за часів Другої Світової війни.

## Історія з'єднання
У діючій армії з 15.05.1942 по 10.03.1943, з 26.03.1943 по 30.11.1943, з 10.06.1944 по 04.09.1944 і з 30.10.1944 по 09.05.1945 року.
Брав участь у наступальній операції лівого крила Західного фронту літом 1942 року.
На 6 липня 1942 року дислокувався в районі Воймірово, Баранково, Кочуково, Сухий Сот (східніше Кірова) мав завдання до завершення доби увійти в прорив на ділянці Чорний Потік, Полики для розвитку успіху в напрямку Ослинка, Жиздра, Орля. Був введений в бій вечором 7 липня. Внаслідок поганої розвідки місцевості та напрямків руху перші ешелони корпусу загрузли в болоті. Потім корпус поніс значні втрати, зокрема, одна з бригад втратила 50 % танків. Загалом, введення в дію корпусу не вплинуло на обстановку. З 14 липня перейшов до оборони. У серпні 1942 року брав участь в нанесенні контрудару по військам противника в районі Сухиничів і Козельська.
В травні — на початку квітня 1943 року з району на південь від Калуги корпус був передислокований в Курськ і включений до складу Центрального фронту. У битві на Курській дузі, перебуваючи в резерві фронту 5 липня 1943 року зосередився в районі Арсеніївський, Трубіцин, Сергіївське. Введений в бій з другої половини дня 8 липня. З 15 липня вів бої в районі Бузулука, недалеко від Малоархангельску і в цей же день увірвався в Малоархангельск. 1 серпня корпус вів наступальні бої за 14 кілометрів на південь від селища Кроми Орловської області. 4 серпня корпус форсував річку Крома і вів бій за розширення плацдарму в районі Глінки-Лешня за 11 кілометрів на південний захід від Кром.
В ході Чернігівсько-Прип'ятської операції корпус введений в бій 27.08.1943 південніше Севська, і раптовим ударом взяв участь у визволенні Глухова 30 серпня 1943 року. Маневр силами фронту дозволив військам прорвати оборону і здійснити стрімкий наступ на Конотопському напрямку: корпус продовжив наступ в південно-західному напрямку і до 7 вересня вийшов до Десни. В жовтні 1943 року в складі 65 армії переданий до Білоруського фронту, брав участь в Гомельсько-Речицькій операції. З 1 грудня 1943 року — в резерві ставки ВГК.
З 24 червня 1944 року корпус в складі 1-го Білоруського фронту брав участь в Білоруській стратегічній наступальній операції, наступаючи на Бобруйськом напрямку з району Рогачов, Жлобин. 26 червня корпус вирвався вперед і вийшов до Бобруйська зі сходу, вийшов на східний берег Березини в районі Тітовки, до ранку 27 червня блокував усі дороги і переправи на північний схід від міста. 4 липня корпус був включений в кінно-механізовану групу генерала Плієва і почав наступ на Барановичі, якими оволодів 8 липня. Після взяття Барановичів корпус був спрямований на Мінськ, але був по ходу перенаправлений в південно-західному напрямку, брав участь силами 23-ї танкової бригади у звільненні Березино, Слоніма і Берестя в ході Люблін-Берестейської операції.
На 1 грудня 1945 року — в складі 2-ї гвардійської танкової армії 1-го Білоруського фронту. З 14 січня брав участь у наступі з Пулавського плацдарму, на західному березі Вісли. 23 січня брав участь у взятті Бидгоща.
Під час Східно-померанської операції корпус був приданий 3-й ударній армії і побригадно використовувався для підтримки піхотних з'єднань.
В ході Берлінської стратегічної операції корпус знову ж був приданий 3-й ударній армії як рухома група і вранці 16 квітня 1945 року введено в бій при наступі на Зеєловські висоти, однак істотного впливу на хід наступу це не мало. 18 травня, підтримуючи 79-й стрілецький корпус, переправившись через Фріландерштром, 23-тя і 95-та танкова бригада спільно з 150-ю стрілецькою дивізією захопили Кунерсдорф. В кінці квітня — на початку травня 1945 року танки корпусу підтримували вогнем штурм Рейхстагу.
Наприкінці 1945 року переформований в 13-ту важку танкову дивізію.

## Командування
- генерал-майор танкових військ Куркін Олексій Васильович (з 12.05.1942 по 18.10.1942);
- генерал-майор танкових військ Шамшин Олександр Олександрович (з 19.10.1942 по 10.03.1943);
- генерал-майор танкових військ, з 07.06.1943 генерал-лейтенант танкових військ Богданов Семен Ілліч (з 11.03.1943 по 24.08.1943);
- генерал-майор танкових військ Рудченко Григорій Сергійович (з 25.08.1943 по 01.09.1943) (загинув);
- генерал-майор танкових військ Бахаров Борис Сергійович (зі 02.09.1943 по 16.07.1944) (загинув);
- генерал-майор танкових військ Воєйков Микола Іванович (з 17.07.1944 по 07.12.1944);
- генерал-лейтенант танкових військ Кириченко Іван Федорович (з 08.12.1944 по 09.05.1945).

## Склад і укомплектованість
Постійно:
- Управління корпусу
- Розвідувальний батальйон
- 9-та окрема автотранспортна рота підвезення ПММ
- 79-та польова танкоремонтний база
- 102-га польова авторемонтна база

Станом на 01.06.1942 року
Підпорядкування:
Західний фронт, фронтове підпорядкування (у липні 1942 року в складі 16-ї армії, в серпні 1942 року у складі 3-ї танкової армії)
- 23-тя танкова бригада
- 95-та танкова бригада
- 187-ма танкова бригада
- 10-та мотострілецька бригада

Станом на 01.09.1942 року
Підпорядкування: Західний фронт, 16-та армія
Станом на 01.10.1942 року
Підпорядкування: Західний фронт, фронтове підпорядкування
- 23-тя танкова бригада
- 95-та танкова бригада
- 187-ма танкова бригада

Станом на 01.12.1942 року
Підпорядкування: Західний фронт, фронтове підпорядкування
- 23-тя танкова бригада
- 95-та танкова бригада
- 187-ма танкова бригада
- 8-ма мотострілецька бригада
- 7-ма мотострілецька бригада

Станом на 01.03.1943 року
Підпорядкування: Західний фронт, 16-та армія
- 23-тя танкова бригада
- 95-та танкова бригада
- 108-ма танкова бригада
- 8-ма мотострілецька бригада
- 1435 самохідно-артилерійський полк (з 3 березня по 15 березня)

Станом на 01.04.1943 року
Підпорядкування: Західний фронт, фронтове підпорядкування
Станом на 01.06.1943 року
Підпорядкування:
Центральний фронт, фронтове підпорядкування
Станом на 01.07.1943 року
Підпорядкування: Центральний фронт, фронтове підпорядкування
- 23-тя танкова бригада
- 95-та танкова бригада
- 108-ма танкова бригада
- 8-ма мотострілецька бригада
- 730-й окремий винищувально-протитанковий дивізіон

Станом на 01.08.1943 року
Підпорядкування: Центральний фронт, фронтове підпорядкування
- 23-тя танкова бригада
- 95-та танкова бригада
- 108-ма танкова бригада
- 8-ма мотострілецька бригада
- 730-й окремий винищувально-протитанковий дивізіон
- 1454-й самохідно-артилерійський полк
- 1455-й самохідно-артилерійський полк

Станом на 01.09.1943 року
Підпорядкування: Центральний фронт, фронтове підпорядкування
- 23-тя танкова бригада
- 95-та танкова бригада
- 108-ма танкова бригада
- 8-ма мотострілецька бригада
- 730-й окремий винищувально-протитанковий дивізіон
- 1454-й самохідно-артилерійський полк
- 1455-й самохідно-артилерійський полк
- 1540-й самохідно-артилерійський полк

Станом на 01.10.1943 року
Підпорядкування: Центральний фронт, фронтове підпорядкування
- 23-тя танкова бригада
- 95-та танкова бригада
- 108-ма танкова бригада
- 8-ма мотострілецька бригада
- 730-й окремий винищувально-протитанковий дивізіон
- 1455-й самохідно-артилерійський полк

Станом на 01.11.1943 року
Підпорядкування:
Білоруський фронт, 65-та армія
- 23-тя танкова бригада
- 95-та танкова бригада
- 108-ма танкова бригада
- 8-ма мотострілецька бригада
- 730-й окремий винищувально-протитанковий дивізіон
- 1455-й самохідно-артилерійський полк
- 1508-й винищувально-протитанковий артилерійський полк

Станом на 01.12.1943 року
Підпорядкування: Резерв ставки ВГК
- 23-тя танкова бригада
- 95-та танкова бригада
- 108-ма танкова бригада
- 8-ма мотострілецька бригада
- 730-й окремий винищувально-протитанковий дивізіон
- 1455-й самохідно-артилерійський полк
- 1508-й винищувально-протитанковий артилерійський полк
- 90-й мотоциклетний батальйон

Станом на 01.01.1944 року
Підпорядкування: Резерв ставки ВГК
- 23-тя танкова бригада
- 95-та танкова бригада
- 108-ма танкова бригада
- 8-ма мотострілецька бригада
- 730-й окремий винищувально-протитанковий дивізіон
- 1455-й самохідно-артилерійський полк
- 1508-й винищувально-протитанковий артилерійський полк
- 90-й мотоциклетний батальйон
- 286-й гвардійський мінометний дивізіон

Станом на 01.02.1944 року
Підпорядкування: Резерв ставки ВГК
- 23-тя танкова бригада
- 95-та танкова бригада
- 108-ма танкова бригада
- 8-ма мотострілецька бригада
- 730-й окремий винищувально-протитанковий дивізіон
- 1455-й самохідно-артилерійський полк
- 1508-й самохідно-артилерійський полк
- 90-й мотоциклетний батальйон
- 286-й гвардійський мінометний дивізіон
- 218-й мінометний полк

Станом на 01.03.1944 року
Підпорядкування: Резерв ставки ВГК
- 23-тя танкова бригада
- 95-та танкова бригада
- 108-ма танкова бригада
- 8-ма мотострілецька бригада
- 730-й окремий винищувально-протитанковий дивізіон
- 1455-й самохідно-артилерійський полк
- 1508-й самохідно-артилерійський полк
- 90-й мотоциклетний батальйон
- 286-й гвардійський мінометний дивізіон
- 218-й мінометний полк
- 216-й зенітний артилерійський дивізіон

Станом на 01.06.1944 року
Підпорядкування:
1-й Білоруський фронт, фронтове підпорядкування
Станом на 01.10.1944 року
Підпорядкування: Резерв ставки ВГК, 2-га танкова армія
- 23-тя танкова бригада
- 95-та танкова бригада
- 108-ма танкова бригада
- 8-ма мотострілецька бригада
- 36-й окремий танковий полк
- 868-й легкий артилерійський полк
- 1455-й самохідно-артилерійський полк
- 1508-й самохідно-артилерійський полк
- 90-й мотоциклетний батальйон
- 286-й гвардійський мінометний дивізіон
- 218-й мінометний полк
- 216-й зенітний артилерійський дивізіон

Станом на 01.11.1944 року
Підпорядкування:
1-й Білоруський фронт, 2-га танкова армія
Станом на 01.12.1944 року
Підпорядкування:
1-й Білоруський фронт, 2-га гвардійська танкова армія
Станом на 01.01.1945 року
Підпорядкування:
1-й Білоруський фронт, фронтове підпорядкування — до кінця війни (у січні 1945 року придавався 33-й армії, в березні та квітні — 3-й ударній армії.